# 高森町立高森南小学校
高森町立高森南小学校（たかもりちょうりつ たかもりみなみしょうがっこう）は、長野県下伊那郡高森町にある町立小学校。
2020年度（令和2年度）の学級数は26学級、児童数は663人。2020年度（令和2年度）の学校図書館の蔵書数は12,213冊。公立中学校に進学する場合の進学先は高森町立高森中学校である。

## 沿革

### 開校
1873年（明治6年）、学制に準拠する形で、後の市田村の村域に訓蒙小校など5校が設置される。訓蒙小校は、1875年（明治8年）に下市田学校に改称され、同年11月に新築された。1886年（明治19年）3月に校舎が焼失したことにより、1887年（明治20年）10月17日に校舎建設伺いを提出し、校舎の建設を開始した。

### 3校制時代
町村制施行によって1889年（明治22年）に発足した下伊那郡市田村は、一村一校制によって吉田学校を本校とし、下市田学校を支校とした。しかし、牛牧地区が遠距離通学となることを理由に反対したことから、3校制とすることを決定する。その結果、1892年（明治25年）に、下市田支校を含む吉田学校が市田尋常小学校（下市田）、吉田尋常小学校、市田西部尋常小学校（牛牧）の3校制となる。1893年（明治26年）に、市田西部尋常小学校が牛巻尋常小学校に、市田尋常小学校が下市田尋常小学校に改称している。
1915年（大正4年）、3校を形式統合して市田尋常高等小学校となった。学区が広大で児童数も多かったため、下市田・吉田・牛牧に部校が置かれた。

### 唐沢原時代（1931年-）
1931年（昭和6年）には3校を再統合し、唐沢原（下市田2228番地）の現在地に移転した。校地を取り囲むソメイヨシノはこの際に植えられたものである。校地の造成の際には弥生時代の竪穴建物群が発掘され、後に唐沢原遺跡と名付けられている。この際には3基からなる唐沢原古墳群も発掘されたが、猿楽塚（唐沢原1号墳）以外の2基は破壊または埋没されている。
1940年（昭和15年）には下総皖一作曲、北原痴山作詞による校歌が制定され、松岡城、赤石山、天竜川などが歌われている。1941年（昭和16年）に市田国民学校、1947年（昭和22年）に市田村立市田小学校に改称。合併で高森町が発足したことにより、1957年（昭和32年）に高森町立高森南小学校と改称。

## 校地

### 「日本一の学校桜」
校地は伊那谷や集落を見下ろす高台にあり。校庭の周囲を数十本のソメイヨシノが取り囲んでいる。周辺地域では「高森南小学校といえば桜の学校」として知られており、高森南小学校のソメイヨシノは学校のみならず高森町のシンボルでもあるとされている。1985年（昭和60年）には日本さくらの会に「さくら功労者」として表彰されたが、この際に「日本一の学校桜」という通り名が与えられたとされる。1962年（昭和37年）から開花時期には、桜の下で全校児童が給食を食べる「お花見給食」が行われている。夜間には児童らが製作した明かりを灯すキャンドルナイトも行われる。
歴史
1931年（昭和6年）に現在の校地に移転した際にソメイヨシノが植えられた。1931年（昭和6年）には南側の11本が植樹され、1933年（昭和8年）には北側の9本が植樹された。その後にも33本が補植され、計53本のソメイヨシノが植わっている。2006年（平成18年）3月7日、「高森南小学校のソメイヨシノ」が高森町登録文化財に登録された。2011年（平成23年）の台風の際には一本が倒れたが、校長が「奇跡の桜」と名付けたこの一本は樹木医によって保護され、2012年（平成24年）4月には他の木よりも早く開花した。一般的にソメイヨシノの寿命は50年から60年とされるが、2022年（令和4年）時点で約90年が経過している。

### 市田柿

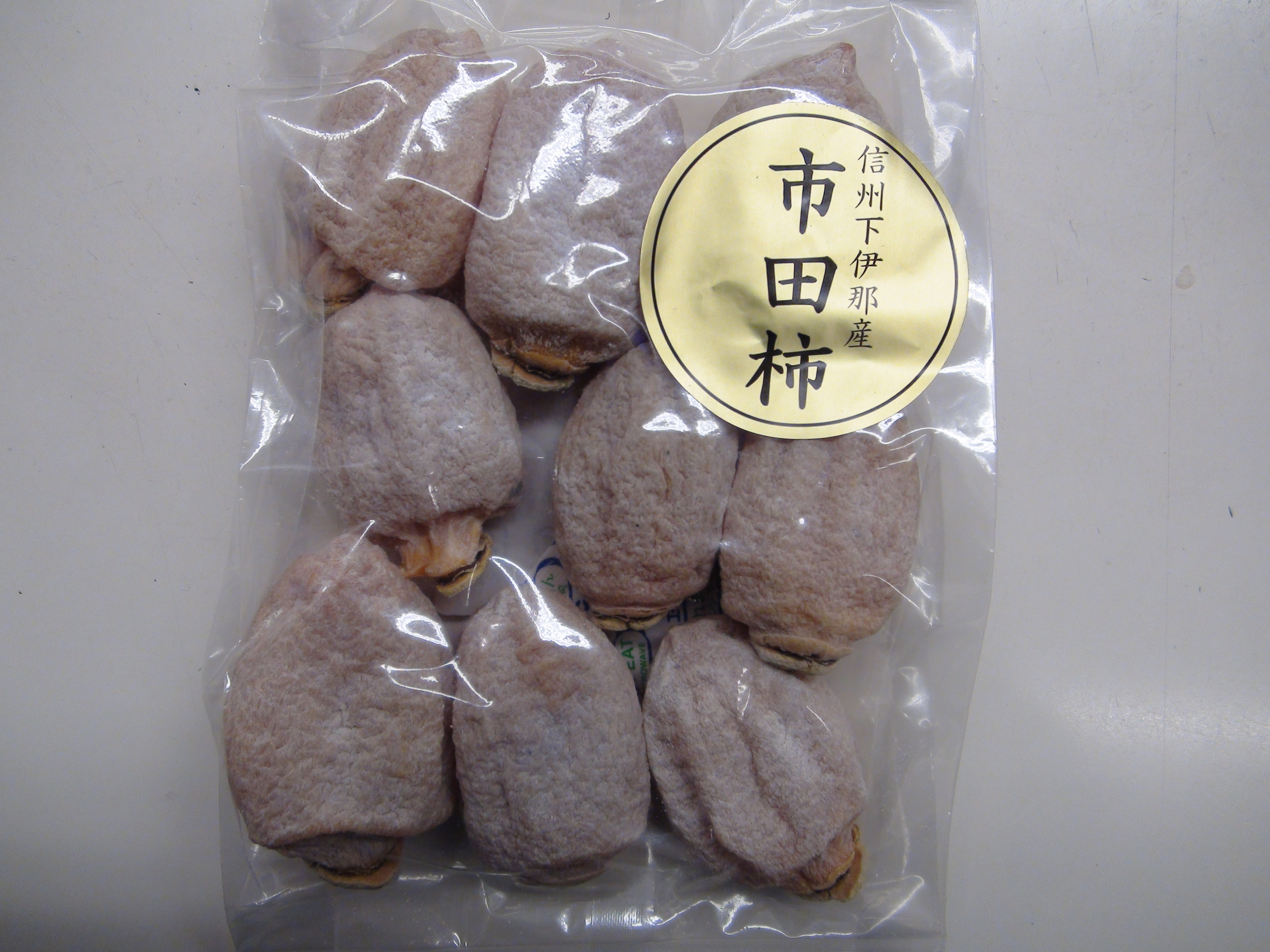
市田柿の干し柿

高森町の特産品として市田柿があり、4年生は郷土学習として市田柿や商品化の第一人者である上沼正雄について学ぶ。学校の敷地内には11本の柿の木が植えられており、4年生は毎年1000個以上の柿を収穫した上で、市田柿の生産作業体験を行っている。

### 唐沢原遺跡
縄文時代から弥生時代の集落遺跡である唐沢原遺跡の約半分は高森南小学校の校地となっている。

## 学区内にある施設
- 高森町役場
- 高森町立図書館
- 高森町立体育館